# Eleonore af Belgien
Prinsesse Eléonore af Belgien (fransk: Eléonore Fabiola Victoria Anne Marie; nederlandsk: Eleonore Fabiola Victoria Anna Maria; født 16. april 2008 i Anderlecht, Bruxelles, Belgien) er en belgisk prinsesse. Hun er det fjerde barn og den anden datter af Kong Philippe og Dronning Mathilde af Belgien. Prinsesse Eléonore er nummer fire i den belgiske tronfølge efter sine ældre søskende Prinsesse Elisabeth, Prins Gabriel og Prins Emmanuel.

## Eksterne links
- Wikimedia Commons har flere filer relateret til Eleonore af Belgien
- Prinsesse Eléonore Arkiveret 25. november 2020 hos  Wayback Machine på Det Belgiske Kongehus' officielle hjemmeside Arkiveret 5. november 2020 hos  Wayback Machine (engelsk)